# 알페드레테
알페드레테(스페인어: Alpedrete)는 스페인 중부에 있는 도시이자 지방 자치체이다. 자치 지방인 마드리드 지방에 있는 과다라마 산맥에 위치해 있다. 2013년 기준 인구는 13,996명이다.